# Mamata Banerjee
Mamata Banerjee ([mɔmɔt̪Un bɔnd̪d̪oˈplataforma̪ʱˈae̯]; 5 de enero de 1955) es una política india quién ha sido Ministra Jefe de Bengala oeste desde 2011. Es la primera mujer en esa oficina. Fundó el partido Todo India Trinamool Congreso (AITMC o TMC) en 1997 y devino su presidenta, después de separarse del Congreso Nacional indio. Es a menudo referida como Didi (significando hermana grande en bengalí).
En 2011, Banerjee logró una victoria aplastante del TMC alianza de Congreso en Bengala, derrotando al Partido Comunista de India (marxista) dirigió gobierno de Frente más años de servicio del gobierno comunista democráticamente elegido del mundo en el proceso.
Anteriormente sirvió como Ministra de Ferrocarriles dos veces y también primera mujer Ministro de India, Ministro de Carbón, y Ministro Estatal para Desarrollo de Recurso Humano, Departamento de Asuntos de Juventud y Deportes y Mujeres y Desarrollo de Niño en el gabinete del gobierno indio.
Saltó a la fama después de oponerse a las políticas de adquisición de la tierra para industrialización por el entonces gobierno comunista en Bengala para Zonas Económicas Especiales en el coste de agricultores y labradores.
En 2012, Time la nombró una de las "100 Personas Más influyentes en el Mundo". En septiembre de 2012 la revista Bloomberg de Mercados la listó entre las 50 personas más influyentes en el mundo de finanza. Y fue votada en mayo de 2013 una política sincera de India en una encuesta interna por miembros de India En contra Corrupción, la más grande coalición anticorrupción.

## Biografía
Nació en Calcuta (ahora Kolkata), Del oeste Bengal  en una familia bengalí Brahmin de Promileswar Banerjee y Gayetri Devi. Creció en una familia de clase media más baja. Su padre muere debido a carencia de tratamiento médico, cuándo tenía 17.
En 1970, Banerjee completó el examen de media más alto de Deshbandhu Sishu Sikshalay. Se graduó con un grado de honores en historia por el Jogamaya Devi Universidad, la universidad de mujeres en el sur de Kolkata. Más tarde ganó el grado de maestría en historia islámica por la Universidad de Calcuta. Siguió por un grado en educación del Shri Shikshayatan Universidad. También un grado de leyes del Jogesh Chandra Chaudhuri Universidad de Leyes, Kolkata. Fue honrado con DLitt de Kalinga Instituto de Tecnología Industrial.
Se implicó con políticas con solo 15 años. Mientras estudiaba en el Jogamaya Devi estableció "Chhatra Parishad Uniones", el ala estudiantil del Congreso (1.º) Partido, derrotando al Alumnado Democrático' Unión del Centro de Unidad Socialista de India. Continuó en Congreso (1.º) Partido en Bengala sirviendo una variedad de posiciones dentro del partido y en otras organizaciones políticas locales. Como mujer joven en los 1970s, devino secretaria general del estatal Mahila Congreso (1976–80).
Es una pintora autodidacta y poeta.

## Vida personal
Durante su vida política, ha mantenido públicamente un estilo de vida austera, vistiendo ropa sencilla tradicional bengalí y evitando en lujos.
Se ha mantenido soltera durante su vida.

### Primer plazo, 2011–16

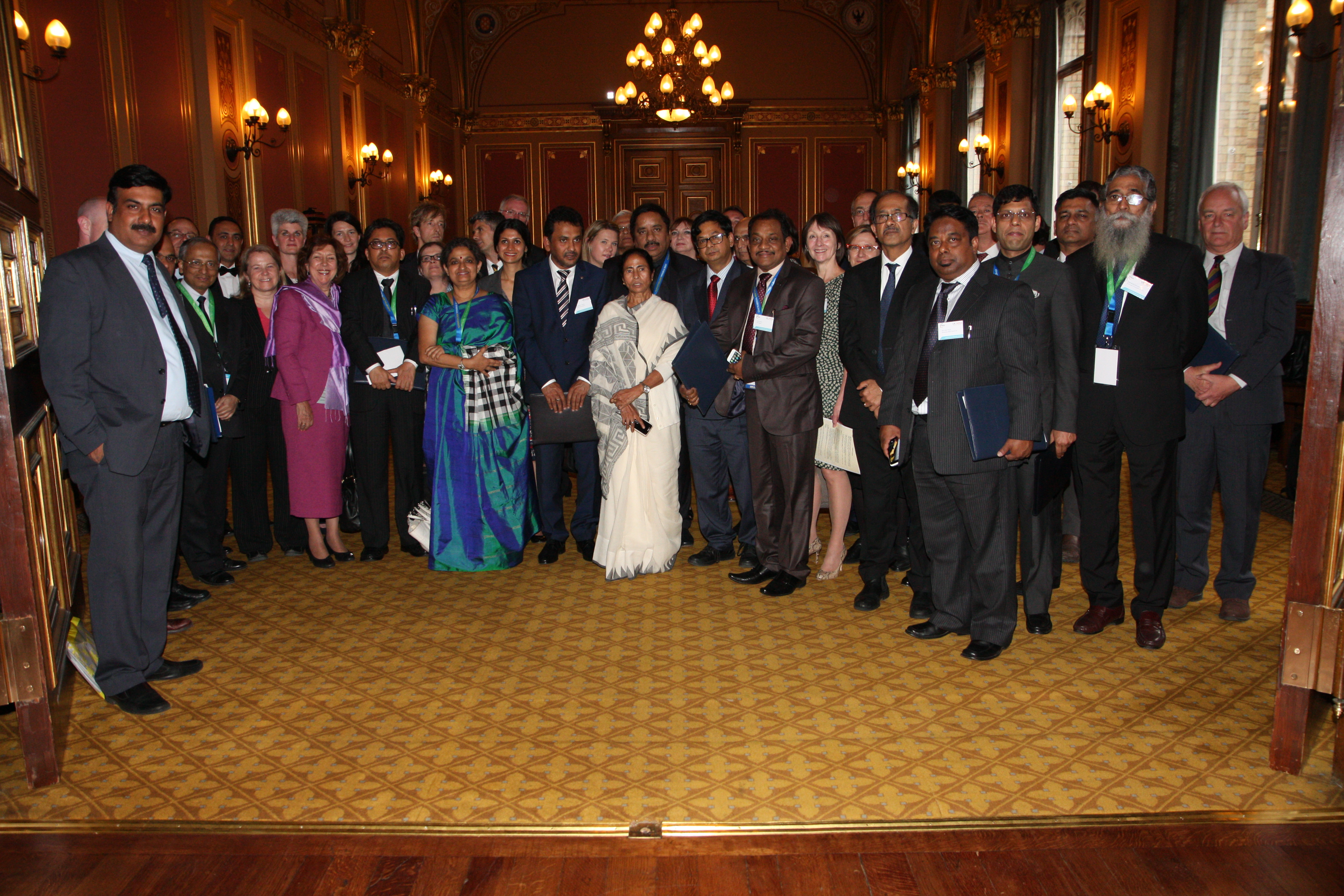
Mamata Banerjee, Ministra Jefa de Bengala en un acontecimiento en Londres el 27 de julio de 2015.

## Ministra jefe del oeste Bengal

### Segundo plazo, 2016–presente
En la elección de la Asamblea Legislativa, de Bengala 2016 con 294 asientos (fuera de 295 asientos) del Vidhan Sabha en el estado de Bengala en India.Todo India Trinamool ganando el congreso con un derrumbe de la mayoría con Mamata Banerjee ganando 211 asientos de totales 293. Y fue elegida Ministra Jefe Bengala para el segundo plazo.

## Controversias
En una declaración el 17 de octubre de 2012, Banerjee atribuyó la incidencia creciente de violaciones en el país a "interacción más libre entre hombres y mujeres". Dijo,"antes hombres y mujeres apenas se daban las manos, seguían cogidos por padres y reprimidos, pero ahora todo es abierto. Es como un mercado abierto con opciones abiertas." Fue criticada en los medios de comunicación nacionales por esas declaraciones.